# Claviller (nàutica)

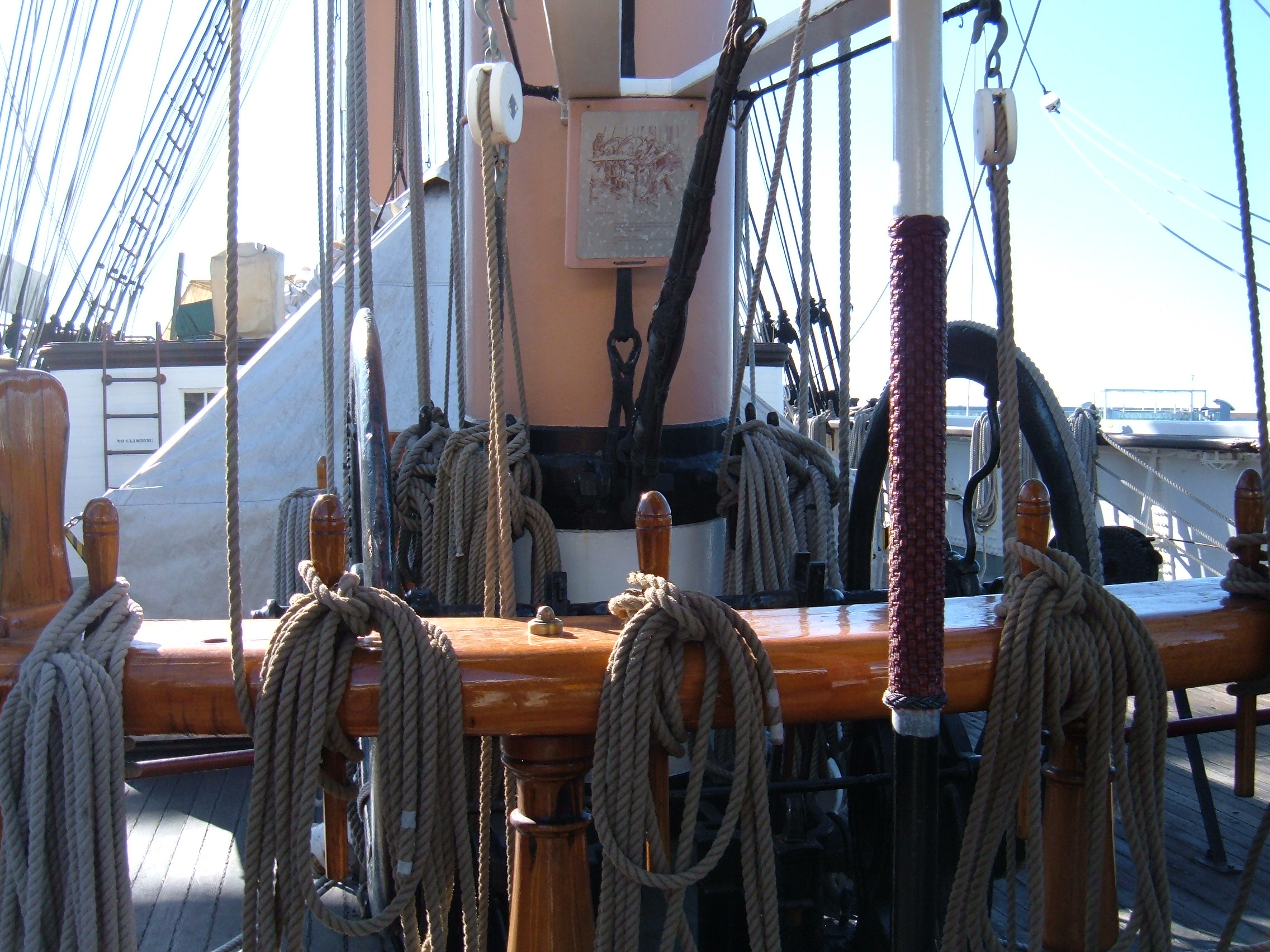
Claviller amb clavilles a peu de pal.

Un claviller és una peça de fusta rígida i resistent amb forats verticals on van les clavilles.
Pot consistir en un simple tauló perforat fixat a una borda o un altre element de suport o formar part d'un marc o bastidor de suport fixat sobre la coberta.